# يتريس (باد كاليه)
يتريس، باد كاليه (بالفرنسية: Ytres)‏ هي بلدية تقع في إقليم باد كاليه من منطقة نور با دو كاليه في شمال فرنسا. تبلغ مساحة هذه المدينة 4.26 (كم²)، وترتفع عن سطح البحر 120 م، يبلغ عدد سكانها 415 نسمة حسب إحصاء المعهد الوطني للإحصاء والدراسات الاقتصادية سنة 2009 م. وترأس Henri Bassez البلدية خلال فترة (2008-2014).